# Карсон Венц
Карсон Џејмс Венц (енгл. Carson James Wentz; Рали (Северна Каролина), 30. децембар 1992) професионални је играч америчког фудбала који тренутно игра у НФЛ лиги на позицији квотербека за екипу Индијанаполис колтсa.